# Zeitzeugenportal (Haus der Geschichte)
Das Zeitzeugenportal der Stiftung Haus der Geschichte der Bundesrepublik Deutschland ist eine Online-Video-Plattform, die eine Sammlung von Zeitzeugeninterviews zu Themen der deutschen Zeitgeschichte enthält.

## Geschichte
Das Zeitzeugenportal wurde von Kulturstaatsministerin Monika Grütters initiiert und im Juli 2017 der Öffentlichkeit präsentiert. Neben LeMO ist es das zweite große Online-Angebot der Stiftung Haus der Geschichte der Bundesrepublik Deutschland. Ziel ist es, Berichte von Zeitzeuginnen und Zeitzeugen zu sichern, einer breiten Öffentlichkeit zugänglich zu machen und die Erinnerungen für kommende Generationen zu bewahren.

## Themen und Bestände
Die Website umfasst eine Video-Sammlung von derzeit rund 1.000 Interviews mit Zeitzeuginnen und Zeitzeugen, die in rund 8.000 einzelnen Video-Clips frei zugänglich sind. Die Erzählungen reichen zeitlich von Erlebnissen während des Ersten und Zweiten Weltkriegs, der deutsch-deutschen Teilung über die Wiedervereinigung bis in die jüngste Vergangenheit.
Der derzeitige Inhalt soll um weitere Bestände ausgebaut werden. Neben Interviews, die vom ehemaligen Verein „Unsere Geschichte. Das Gedächtnis der Nation e. V.“ stammen, werden Interviews aus Beständen der von der Staatsministerin für Kultur und Medien geförderten Institutionen sowie Zeitzeugeninterviews, die die Stiftung Haus der Geschichte der Bundesrepublik Deutschland selbst führt, zur Verfügung gestellt. Die Stiftung Haus der Geschichte der Bundesrepublik Deutschland fungiert als Koordinierungsstelle, über die diese Bestände systematisch erfasst, erschlossen und sichtbar gemacht werden. Für die Langzeitarchivierung gibt es eine Kooperation mit dem Bundesarchiv.